# Madame Martin
Madame Martin, död efter 1671, var en fransk hårfrisörska. Hon var en av historiens första berömda frisörer. Hon var det franska hovets ledande hårfrisör under många år i slutet av 1600-talet. 
Madame Martin var gift med en perukmakare, och det var på 1600-talet vanligt för perukmakarhustrur att hjälpa till med manliga kunders hustrurs hår som en sidoinkomst till makens yrke. Under andra halvan av 1600-talet började dock frisöryrket att på allvar skapas som ett självständigt yrke, och Martin, som beskrivs som uppfinningsrik, kom att bli en av de första representanterna för detta yrke, bli på modet och åtnjuta stor framgång. Hon hade många kunder vid Ludvig XIV:s hov, och designade år 1671 damfrisyren harum scarum, som blev mycket populär. Det var en innovation då den arrangerade håret uppåt i stället för åt sidorna. Hon uppfann också en frisyr kallad a'la Maintenon efter Madame de Maintenon.